# Paul Personne
Pour les articles homonymes, voir Personne et Roux.
 (mars 2012).
Si vous disposez d'ouvrages ou d'articles de référence ou si vous connaissez des sites web de qualité traitant du thème abordé ici, merci de compléter l'article en donnant les références utiles à sa vérifiabilité et en les liant à la section « Notes et références ».
Paul Personne, de son vrai nom René-Paul Roux, né le 27 décembre 1949 à Argenteuil, dans le Val-d'Oise, est un guitariste et un chanteur français de blues et de rock.

## Biographie

### Jeunesse et formation
René-Paul Roux passe une grande partie de son enfance à Houilles, en région parisienne. Son père est ouvrier et joue quelquefois de l'harmonica. Le jeune René découvre, quant à lui, la musique à la radio. Ses préférences vont à Charles Aznavour et Édith Piaf, jusqu'à ce qu'il entende pour la première fois du rock, interprété par Eddy Mitchell et Johnny Hallyday.
Ses parents achètent un accordéon à un voisin boulanger, mais cet instrument ne plaît pas vraiment au jeune garçon, et finira par être récupéré par sa grande sœur. Conquis par les sonorités rock découvertes à la radio, René-Paul est plutôt attiré par la batterie. Il en bricole une, et fait ses premiers pas de musicien amateur, jouant également un peu de guitare. C'est l'heure des premiers groupes montés avec ses copains de lycée.

## Carrière

### Années 1970: aventures collectives
À 17 ans, après avoir obtenu un CAP de mécanique générale, et résolu à faire de la musique sa vie, René-Paul Roux tente de se faire un nom au sein de son groupe « L'Origine ». Le groupe parvient à obtenir la production d'un 45 tours par Pathé Marconi, paru en 1969. Le succès n'est pas au rendez-vous, et après quelques passages à la radio et un projet de concerts, l'aventure s'arrête.
Déçu, René-Paul commence à travailler dans une entreprise d'agroalimentaire, sans renoncer tout à fait à la musique. L'interruption sera de courte durée : une rencontre avec la troupe de théâtre le « Liquid Theater » l'amène à constituer « La Folle Entreprise », un groupe d'une quinzaine de musiciens. Tournant dans les Maisons des jeunes et de la culture — un circuit qui permet d'exister mais guère plus —, le groupe rencontre de nombreuses difficultés et finit par se dissoudre. Un 45 tours intitulé Pas des anges/Soleil, enregistré chez Vamp Record en Angleterre et paru en 1973, est aujourd'hui la seule trace tangible de son existence.
Après un nouvel essai de retour à la vie "normale", et son installation à Toulouse avec sa femme Colette et sa fille Jessica (née en 1974), René-Paul (dit Doudou) ne peut se résoudre à renoncer à la musique. C'est à ce moment qu'il abandonne la batterie et se met définitivement à la guitare. Il privilégie d'abord la Fender Stratocaster, puis la Gibson Les Paul. En 1975, il forme un groupe de blues rock / boogie rock plein d'énergie, Bracos Band : deux guitares (Philippe Saboulard et Paul assurant aussi le chant), basse (Patrick Folie), batterie (Philippe Floris). Répétitions et enregistrements se font dans une ferme du Lauragais parfois partagée avec d'autres groupes toulousains du moment (Taxi Way, Décibel…). Il repart bientôt sur les routes avec ce nouveau groupe, tournant dans les clubs et les festivals régionaux, assurant notamment la première partie de Little Bob Story à la Halle aux Grains de Toulouse en 1977. Cette même année, le groupe enregistre un 45 tours (deux titres : Some lovin' et Fly Away) sous le label indépendant et coopératif Speedball (avec Benoit Blue Boy, etc.). Ce tout premier disque est produit en Bretagne par Michael Memmi (ex-The Frenchies), mais avec l'avènement du punk rock, il devient difficile de séduire les maisons de disques avec du blues rock.
Il ne se décourage toujours pas et, après la séparation de Bracos Band, il recrute un bassiste et un batteur pour former Backstage. Le trio assure de nombreux concerts et finit par signer en 1979 un contrat chez Vogue, donnant enfin à Paul Personne l'occasion de graver un album, chanté en anglais. Après une tournée de 45 dates, le groupe retourne en studio pour un second album (également chanté en anglais) qui sort l'année suivante, en 1980, y compris en Angleterre, où il figure dans une chronique du prestigieux journal musical Melody Maker. Malheureusement, les relations avec la maison de disques se détériorent, entraînant bientôt la fin de Backstage.

### Années 1980: Premiers pas en solo

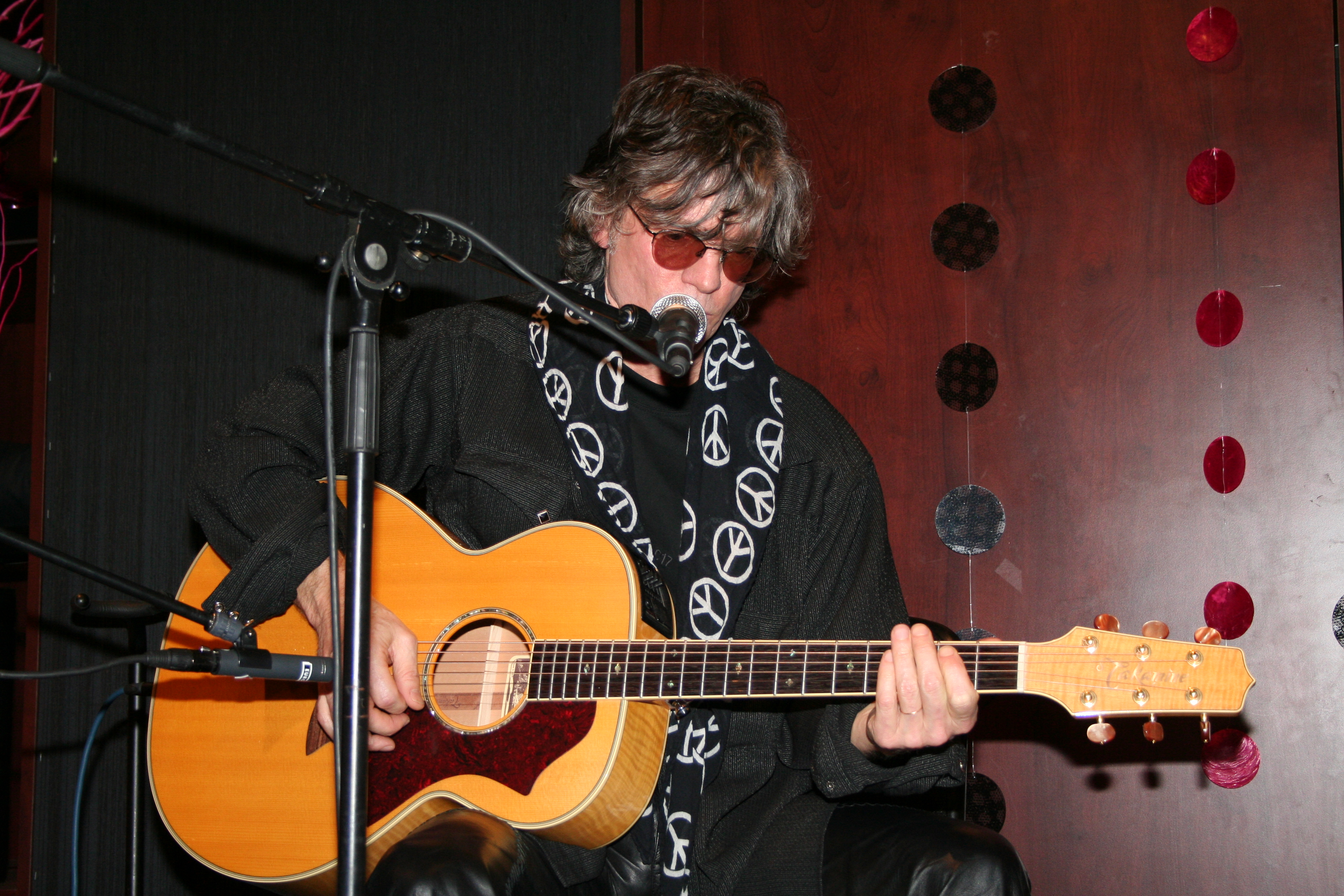
Paul Personne à Paris en février 2007.

Au début des années 1980, revenant sur les raisons de l'échec de ses précédents groupes, Paul Personne décide de se lancer dans une carrière solo et de tenter l'écriture en français. Un choix qui s'avère concluant : en octobre 1982 sort chez CBS le premier album signé Paul Personne. Mais après quelques passages télé et radio, l'enthousiasme retombe : les ventes ne décollent pas, et la maison de disques lui refuse l'enregistrement d'un second album.
Démoralisé, le musicien retourne vivre dans sa ferme près de Toulouse. À la demande de la chanteuse Nicoletta, il est invité lors d'une nouvelle émission de télévision. Plusieurs directeurs artistiques sont présents, et la prestation de Paul Personne, très appréciée, semble relancer sa carrière. Il négocie avec Babette Jones du label Philips la sortie pour 1983 d'un album, intitulé Exclusif, qui contient notamment deux de ses titres remarqués : Comme un étranger et Ça va rouler. L'album remporte un certain succès, et la carrière de Paul Personne se stabilise. Il rejoint ainsi les trois principaux représentants du blues à la française, Benoit Blue Boy, Bill Deraime et Patrick Verbeke.
En 1984 sort son troisième album, Barjo-land. Alors que les difficultés semblent être derrière lui, la mort accidentelle de sa fille Jessica en août 1984 le plonge dans un grand désarroi. En 1985, sort un nouvel album, 24/24, avec entre autres le titre Faut qu'j'me laisse aller. S'ensuivent trois concerts à l'Olympia de Paris des 17 au 18 mars 1986, puis une importante tournée. Mais la distribution des disques est très mal assurée et, s'il est désormais un artiste reconnu, le succès de Paul Personne auprès du grand public reste encore limité. L'enthousiasme retombant, ses activités se ralentissent. Il passe son temps dans sa nouvelle maison du Perche (plus proche de Paris) avec sa compagne Gloria et son fils Jeremy (né en 1976).

### La Chance

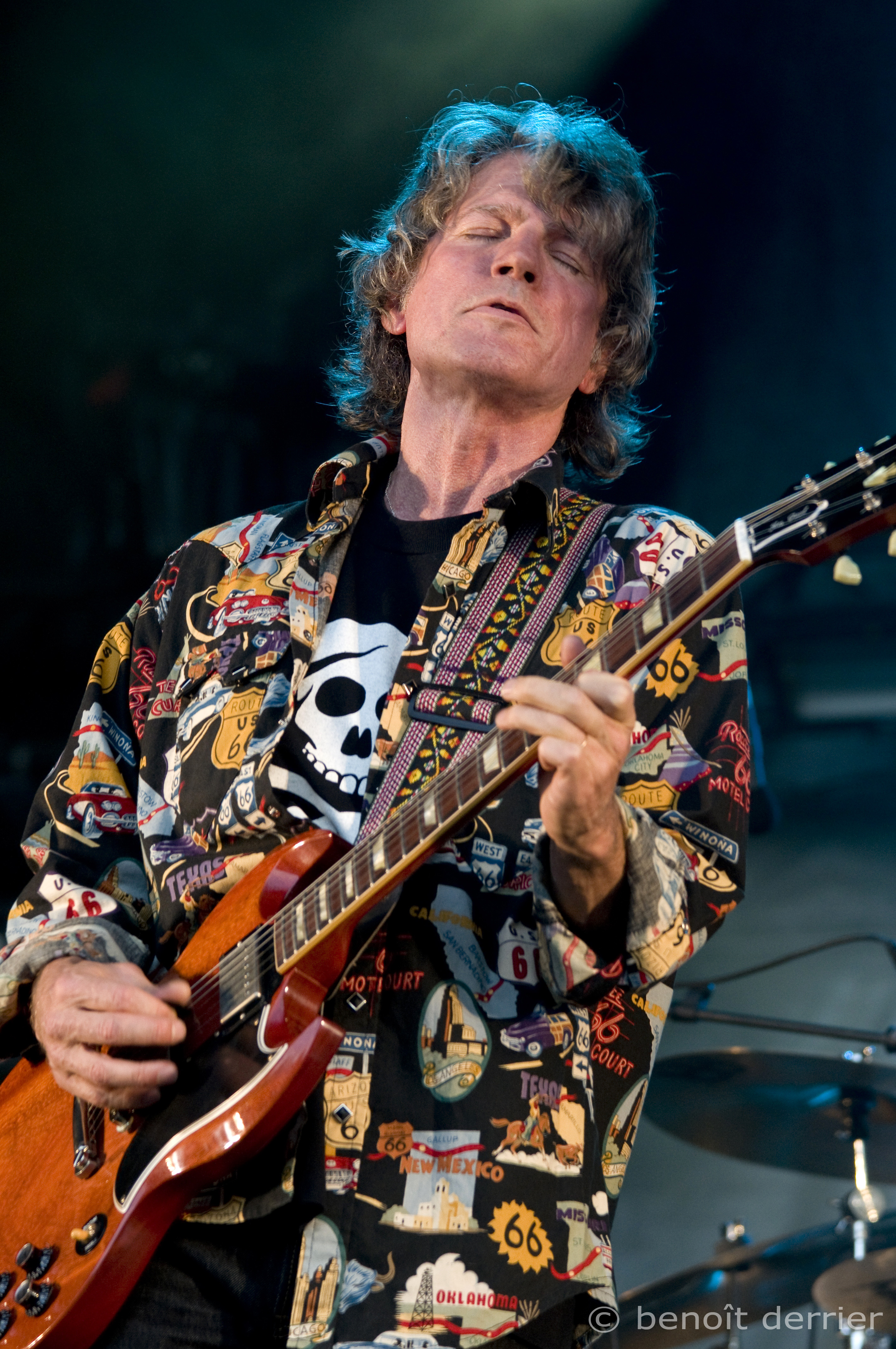
Paul Personne en concert au festival aux Zarbs 2008.

En 1987, Paul Personne est invité à participer au Festival d'été de Québec, où l'accueil extrêmement chaleureux du public lui redonne le goût de la scène. Cela donne, en février 1989, l'album La Chance, qui paraît sur le petit label Bird. Le premier 45 tours extrait de cet album contient des ballades bluesy (dont deux sont signées Boris Bergman, le parolier d'Alain Bashung) et s'intitule Trop tard.
En janvier 1990, l'artiste passe trois soirs au Bataclan puis part en tournée à travers toute la France. En septembre, il participe à la soirée blues de la Fête de l'Humanité. Persuadé que sa musique s'exprime mieux sur scène qu'en studio, Paul Personne se produit à l'Olympia pour un concert unique le 11 mars 1991, enregistrant son premier album live, La Route de la chance. La même année, il se voit décerner le Bus d'Acier, le Grand prix du rock français. La même année, son label fait faillite.
Il choisit de signer chez Polydor et sort en 1992 un nouvel album, concocté seul dans son home-studio et intitulé Comme à la maison. Bien que Personne y joue tous les instruments, il s'assure également la collaboration du musicien Jacno, du parolier Boris Bergman et du comédien Gérard Lanvin[pourquoi ?]. L'album est disque d'or et contient un succès radio, Le bourdon.
En janvier 1993, il se produit deux soirées de suite à l’Olympia, avant de partir pour une tournée de deux mois. Il revient à Paris à La Cigale pour deux concerts en février et participe à l'enregistrement du disque d'Eddy Mitchell Rio Grande, puis se produit aux Francofolies de La Rochelle pour une spéciale Fête à Paul Personne. Il joue également avec Johnny Hallyday durant ses concerts au Parc des princes, sur Excuse-moi partenaire (auquel s'ajoute Eddy Mitchell) et La Musique que j'aime.
En 1994, il sort l'album Rêve sidéral d'un naïf idéal. Pour la première fois, il travaille avec un producteur anglais, Ian Taylor (qui a déjà produit Gary Moore et Bob Dylan, et, en France, Eddy Mitchell pour Rio Grande). Boris Bergman et les musiciens de la tournée de 1993 sont au rendez-vous.
Instantanés sort en 1996, produit à nouveau par Ian Taylor, et rassemblant des amis comme Boris Bergman, Jean-Louis Aubert, le comédien Richard Bohringer ou Christian Dupont. Cet album est suivi d’une tournée et d’un album live, Route 97, sorti l’année suivante.

### Années 2000: Nouveaux projets, collaborations, et tournées
En 2000 sort Patchwork Electrique, enregistré avec des musiciens anglo-saxons, dont certains ont joué avec Iggy Pop ou Eagle-Eye Cherry.
En 2003, sortent deux albums complémentaires, Demain il fera beau - Vol. 01 et Coup d’blues - Vol. 02.
En 2007, Personne et Hubert-Félix Thiéfaine sont sollicités pour écrire ensemble l’album en devenir de Johnny : Le Cœur d’un Homme. Cependant, leurs chansons étant refusées, les deux artistes décident malgré tout de collaborer sur un album à part, nommé Amicalement Blues. Celui-ci sort finalement à la même date que celui de Johnny. Une mini-tournée, qui passe entre autres par l'Olympia, suit en 2008.
En 2011, Personne sort deux albums complémentaires, avec le groupe À l’Ouest, nommés Face A et Face B, suivis d’une tournée d’environ deux ans. Leur collaboration se poursuit en 2014, avec l’album Puzzle 14, suivi d’une nouvelle tournée, qui engendrera l’album live Electric Rendez-vous, en 2015.
En 2016, l'album Lost in Paris Blues Band regroupe différents guitaristes français et internationaux, dont le bluesman américain Robben Ford, les guitaristes John Jorgenson et Bumblefoot Ron Thal, et la chanteuse Beverly Jo Scott. L’opus présente treize 13 reprises de standards blues, folk et rock, dont One Good Man (Janis Joplin), Trouble No More (Muddy Waters), Watching The River Flow (Bob Dylan).
Le 31 mai 2019 parait l'album Funambule (Ou Tentative De Survie En Milieu Hostile). Sur cet album, il est accompagné de Guillaume Destarac à la batterie, Christophe Garreau à la basse, Mike Lattrell aux claviers, Olivier Lanneluc aux arrangements cordes et cuivres, au Fender Rhodes et à l’orgue Hammond et Gloria H. Gravalos Villette aux chœurs. La même année, Paul Personne est intronisé au Blues Of Fame Français aux côtés de Cisco Herzhaft, Bill Deraime et Jean Jacques Milteau.

## Discographie (albums et DVD)

### Au sein de groupes
- 1977 : Bracos Band, 45t : Fly away / Some Lovin'
- 1979 : Backstage
- 1980 : Backstage

### En solo
- 1982 : Faut qu'ça bouge
- 1983 : Exclusif
- 1984 : Barjo-land
- 1985 : 24/24
- 1989 : La chance
- 1990 : La route de la chance (en concert)
- 1991 : Compilation collection Master Série, 18 titres Polygram
- 1992 : Comme à la maison
- 1994 : Rêve sidéral d'un naïf idéal
- 1996 : Instantanés
- 1997 : Route 97 (double album en concert)
- 2000 : Patchwork électrique
- 2001 :  Anthologie 1983-1997 (triple CD)
- 2003 :
  - Demain il f'ra beau - Vol. 01
  - Coup d'blues - Vol 02
- 2004 : DVD en concert : Un 24 juillet 2004 aux Vieilles charrues
- 2005 : Best of (compilation canadienne uniquement)
- 2006 : Coffret en concert : Il était une fois la route (double CD et DVD)
- 2007 : Amicalement blues (Paul Personne et Hubert-Félix Thiéfaine)
- 2011 :
  - Personne à l'Ouest, face A
  - Personne à l'Ouest, face B
- 2014 : Puzzle 14
- 2015 : Electric rendez-vous (live)
- 2016 : Lost in Paris Blues Band
- 2019 : Funambule (ou Tentative de survie en milieu hostile)
- 2023 : Dédicaces (My spéciales personnelles Covers) – Vol. I
- 2023 : Dédicaces (My spéciales personnelles Covers) – Vol. II

### Source externe
- Frankie Bluesy Pfeiffer, « Paul Personne », sur Paris On The Move, décembre 2006 (consulté le 1er décembre 2014).